# Campeonato Europeo de Esgrima de 2016
El XXIX Campeonato Europeo de Esgrima se celebró en Toruń (Polonia) entre el 20 y el 25 de junio de 2016 bajo la organización de la Confederación Europea de Esgrima (CEE) y la Federación Polaca de Esgrima.
Las competiciones se realizaron en la Arena Toruń de la ciudad polaca.

## Medallistas

### Masculino
| Evento                      | Oro                                                                               | Plata                                                                      | Bronce                                                                         |
| --------------------------- | --------------------------------------------------------------------------------- | -------------------------------------------------------------------------- | ------------------------------------------------------------------------------ |
| Florete individual (20.06)  | Timur Safin · Rusia                                                               | Erwann Le Péchoux Francia                                                  | Giorgio Avola · Italia · André Sanita · Alemania                               |
| Florete por equipos (23.06) | Artur Ajmatjuzin · Alexei Cheremisinov · Dmitri Riguin · Timur Safin · Rusia      | Giorgio Avola · Andrea Baldini · Andrea Cassarà · Daniele Garozzo · Italia | James-Andrew Davis Laurence Halsted Richard Kruse Marcus Mepstead Reino Unido  |
| Espada individual (21.06)   | Yannick Borel Francia                                                             | Max Heinzer · Suiza                                                        | Bohdan Nikishyn · Ucrania · Jean-Michel Lucenay · Francia                      |
| Espada por equipos (24.06)  | Yannick Borel Gauthier Grumier Daniel Jérent Jean-Michel Lucenay Francia          | Lorenzo Buzzi · Enrico Garozzo · Paolo Pizzo · Andrea Santarelli · Italia  | Anatoli Herei · Dmytro Kariuchenko · Maxym Jvorost · Bohdan Nikishyn · Ucrania |
| Sable individual (22.06)    | Benedikt Wagner · Alemania                                                        | Vincent Anstett Francia                                                    | Kamil Ibraguimov · Rusia · Alexei Yakimenko · Rusia                            |
| Sable por equipos (25.06)   | Dmitri Danilenko · Kamil Ibraguimov · Nikolai Kovaliov · Alexei Yakimenko · Rusia | Enrico Berrè · Luca Curatoli · Diego Occhiuzzi · Luigi Samele · Italia     | Alin Badea · Tiberiu Dolniceanu · Ciprian Gălățanu · Iulian Teodosiu · Rumania |

### Femenino
| Evento                      | Oro                                                                                    | Plata                                                                                       | Bronce                                                                      |
| --------------------------- | -------------------------------------------------------------------------------------- | ------------------------------------------------------------------------------------------- | --------------------------------------------------------------------------- |
| Florete individual (21.06)  | Arianna Errigo · Italia                                                                | Aida Shanayeva · Rusia                                                                      | Carolin Golubytskyi · Alemania · Larisa Korobeinikova · Rusia               |
| Florete por equipos (24.06) | Inna Deriglazova · Larisa Korobeinikova · Aida Shanayeva · Adelina Zaguidulina · Rusia | Martina Batini · Elisa Di Francisca · Arianna Errigo · Alice Volpi · Italia                 | Astrid Guyart Jéromine Mpah-Njanga Pauline Ranvier Ysaora Thibus Francia    |
| Espada individual (22.06)   | Simona Gherman · Rumania                                                               | Ana Maria Popescu · Rumania                                                                 | Renata Knapik-Miazga · Polonia · Emese Szász · Hungría                      |
| Espada por equipos (25.06)  | Julia Beljajeva Irina Embrich Erika Kirpu Kristina Kuusk Estonia                       | Marie-Florence Candassamy Joséphine Jacques-André-Coquin Auriane Mallo Lauren Rembi Francia | Loredana Dinu · Simona Gherman · Ana Maria Popescu · Simona Pop · Rumania   |
| Sable individual (20.06)    | Sofia Velikaya · Rusia                                                                 | Anna Márton · Hungría                                                                       | Olha Jarlan · Ucrania · Charlotte Lembach · Francia                         |
| Sable por equipos (23.06)   | Yekaterina Diachenko · Yana Yegorian · Yuliya Gavrilova · Sofia Velikaya · Rusia       | Cécilia Berder Saoussen Boudiaf Manon Brunet Charlotte Lembach Francia                      | Olha Jarlan · Alina Komashchuk · Olena Kravatska · Olena Voronina · Ucrania |

## Medallero
| Núm. | País        | Oro | Plata | Bronce | Total |
| ---- | ----------- | --- | ----- | ------ | ----- |
| 1    | Rusia       | 6   | 1     | 3      | 10    |
| 2    | Francia     | 2   | 4     | 3      | 9     |
| 3    | Italia      | 1   | 4     | 1      | 6     |
| 4    | Rumania     | 1   | 1     | 2      | 4     |
| 5    | Alemania    | 1   | 0     | 2      | 3     |
| 6    | Estonia     | 1   | 0     | 0      | 1     |
| 7    | Hungría     | 0   | 1     | 1      | 2     |
| 8    | Suiza       | 0   | 1     | 0      | 1     |
| 9    | Ucrania     | 0   | 0     | 4      | 4     |
| 10   | Polonia     | 0   | 0     | 1      | 1     |
| 10   | Reino Unido | 0   | 0     | 1      | 1     |
|      | TOTAL       | 12  | 12    | 18     | 42    |